# Vicente Tirado
Vicente Tirado Ochoa (Miguel Esteban, 13 de janeiro de 1963) é um político espanhol, pertencente ao Partido Popular. Entre 2011 a 2015, foi o Presidente das Cortes de Castela-Mancha.

## Biografia
Nascido em 13 de janeiro de 1963 na cidade de Miguel Esteban, província de Toledo, formou-se em Direito pela Universidade Complutense de Madrid, e ocupou os cargos de vereador em Villafranca de los Caballeros (eleito nas eleições municipais de 1995 e 1999), e deputado provincial por Toledo.
Nas eleições gerais de 2000, ele foi eleito senador por Toledo, servindo na VI legislatura das Cortes Gerais. Candidato a deputado nas eleições gerais de 2004, mas não foi eleito. Entretanto, durante a VIII legislatura, em 7 de setembro de 2006, substituiu Ana Palacio no Congresso por Toledo. Por sua vez, foi substituído por Miguel Angel de la Rosa Martin em 18 de junho de 2007.
Posteriormente, foi eleito, em 2007, deputado na VII legislatura das Cortes de Castela-Mancha, repetindo sua eleição como deputado regional nas eleições regionais de 2011; no dia da constituição da legislatura, 16 de junho, ele se tornou presidente da câmara.
Ele também foi reeleito como deputado nas eleições para o Parlamento de Castela-Mancha em 2015; tornou-se segundo vice-presidente da Mesa Parlamentar na nona legislatura; até ser eleito deputado por Toledo nas Eleições Gerais espanholas em abril de 2019, cargo que renovou nas Eleições Gerais espanholas em novembro de 2019.